# Miguel Urrutia Montoya
Miguel Urrutia Montoya (Bogotá, Colombia, 20 de abril de 1939-Bogotá 9 de julio de 2024) fue un economista y académico colombiano. 
Fue Secretario General del Ministerio de Hacienda y Crédito Público en el Gobierno de Carlos Lleras Restrepo, llegándose a desempeñar como Ministro Encargado, asesor de la Junta Monetaria, Subgerente Técnico del Banco de la República de Colombia, Director de Planeación Nacional durante el Gobierno de Alfonso López Michelsen, Ministro de Minas y Energía de Colombia en 1977 y ocupó la Gerencia General del Banco de la República de Colombia entre 1993 y 2005.

## Biografía
Realizó sus estudios secundarios en la Portsmouth Priory School (Rhode Island, Estados Unidos) y obtuvo su licenciatura Magna Cum Laude en 1961 en la Universidad de Harvard, con la tesis The Role of Agriculture Sector in Economic Development. Posteriormente obtuvo el título de máster y el doctorado en Economía en la Universidad de California, Berkeley. En su tesis de doctorado estudio la economía laboral colombiana y la historia del sindicalismo.
Fue profesor de economía e investigador en la Universidad de los Andes y en la Universidad Nacional de Colombia entre 1963 y 1993. Fue director de estudios socioeconómicos de la Corporación Autónoma Regional de Cundinamarca, director del Centro de Estudios de Desarrollo Económico y vicerrector de Estudios de Desarrollo en la Universidad de Naciones Unidas.
Entre algunos de sus libros están: Income Distribution in Colombia (con Albert Berry), publicado por Yale University Press;  Winners and losers in Colombia's economic growth of the 1970s, publicado por Oxford University Press; Historia del Sindicalismo en Colombia 1850-2013, publicado por la Universidad de los Andes, La economía colombiana en el siglo XX (con James Robinson), publicado por el Fondo de Cultura Económica, entre otros.
Urrutia también fue director ejecutivo de Fedesarrollo y gerente del Departamento de Desarrollo Económico y Social en el Banco Interamericano de Desarrollo. Desde el año 2005 es profesor titular de la Universidad de los Andes. En el 2016 ganó el premio Portafolio al mejor docente universitario. En 2018 recibió del Presidente de la República la Cruz de Boyacá en el Grado de Gran Cruz, «por su aporte al sector económico y al fomento de la cultura y el arte en Colombia». Sus principales investigaciones se han enfocado en la historia económica de Colombia, en donde ha estudiado temas como crecimiento económico, distribución del ingreso, política social, política fiscal, política monetaria, entre otros.

### Vida personal
Miguel Urrutia Montoya nació el 20 de abril de 1939 en Bogotá y falleció el 9 de julio de 2024, hijo del abogado y diplomático Francisco José Urrutia Holguín y de Genoveva Montoya Williamson. Se casó con Elsa Pombo Kopp en Bogotá el 3 de agosto de 1963, unión de la cual nacieron tres hijos: Elena, Santiago e Isabel.